# روبرت فورستر (موسيقي)
روبرت فورستر (بالإنجليزية: Robert Forster)‏ هو موسيقي ومغني وكاتب أغاني وعازف قيثارة أسترالي، ولد في 29 يونيو 1957 في بريزبان في أستراليا.

## وصلات خارجية
- الموقع الرسمي
- روبرت فورستر على موقع IMDb (الإنجليزية)
- روبرت فورستر على موقع ميوزك برينز (الإنجليزية)
- روبرت فورستر على موقع أول ميوزيك (الإنجليزية)
- روبرت فورستر على موقع ديسكوغز (الإنجليزية)
- روبرت فورستر على موقع قاعدة بيانات الفيلم (الإنجليزية)